# Summer World University Games 2025/Teilnehmer (Iran)
| Gelbes Symbol für Goldmedaillen mit stilisierten Olympischen Ringen | Graues Symbol für Silbermedaillen mit stilisierten Olympischen Ringen | Braundes Symbol für Bronzemedaillen mit stilisierten Olympischen Ringen |
| ------------------------------------------------------------------- | --------------------------------------------------------------------- | ----------------------------------------------------------------------- |
| —                                                                   | —                                                                     | —                                                                       |

Der Iran nahm an den Summer World University Games 2025 vom 16. bis zum 27. Juli mit 12 Athleten teil.

## Teilnehmer nach Sportarten

### Volleyball
Männer
- Yousef Kazemiposhtpari
- Bardia Saadat
- Amin Khajeh Khallili
- Salman Haghighiforootagheh
- Seyedmatin Hosseinitolouti
- Abolfazl Mahdian
- Morteza Narimani
- Alireza Abdolhamidi
- Taha Behboudnia
- Shayan Mehrabi
- Mousa Sakhavi
- Emran Kookjili